# パーカー (DD-48)
|          |                                     |
| 艦歴     |                                     |
| 発注     |                                     |
| 起工     | 1912年3月11日                       |
| 進水     | 1913年2月8日                        |
| 就役     | 1913年12月30日                      |
| 退役     | 1922年6月6日                        |
| その後   | 1935年4月23日にスクラップとして売却 |
| 除籍     | 1935年3月8日                        |
| 性能諸元 |                                     |
| 排水量   | 1,036トン                           |
| 全長     | 305 ft 3 in (93 m)                  |
| 全幅     | 30 ft 4 in (9.2 m)                  |
| 吃水     | 9 ft 5 in (2.9 m)                   |
| 機関     | 重油専焼缶4基                       |
| 最大速   | 30ノット (56 km/h)                  |
| 乗員     | 士官、兵員106名                     |
| 兵装     | 4インチ砲4門 18インチ魚雷発射管8門  |

パーカー (USS Parker, DD-48) は、アメリカ海軍の駆逐艦。エールウィン級駆逐艦の1隻。艦名はフォックスホール・A・パーカーに因む。

## 艦歴
パーカーは1912年3月11日にペンシルベニア州フィラデルフィアのウィリアム・クランプ・アンド・サンズ社で起工した。1913年2月8日に命名、進水し、1913年12月30日に艦長C・P・ネルソン少佐の指揮下就役する。
パーカーは大西洋艦隊水雷小艦隊に配属され、アメリカ合衆国が第一次世界大戦に参加する前は大西洋岸で中立パトロールを行った。
アメリカ合衆国が第一次世界大戦に参戦する直前、パーカーはキューバ水域での冬季演習に向けて出航、1917年3月にヨークタウンで艦隊に合流した。1917年6月17日にフランスに向かうアメリカ軍部隊を乗せた船団の第4グループと共に出航した。サン・ナゼールからアイルランドのクイーンズタウンに向かい、アイルランド沖で艦隊に加わった。パーカーは船団を戦闘地帯で護衛した。1918年7月から11月までイングランドのプリマスを拠点とし、駆潜艇と共に活動した。
パーカーは戦争の間に何度か敵と遭遇した。1917年8月3日に敵潜水艦に対して損傷を与えている。
1918年2月16日、イギリスの病院船グレナート・キャッスル (HMHS Glenart Castle) がドイツ潜水艦の雷撃を受け、パーカーは生存者の救助に当たった。この功績でパーカーの船員はイギリス議会およびイギリス海軍本部、アメリカ海軍によって賞賛された。
1918年11月1日、パーカーはプリマスを出航しジブラルタルへ向かったが、終戦に伴ってプリマスに帰還した。その後パーカーはプリマスとブレスト間を郵便物および乗客を乗せて往復した。1919年始めには停戦協定に従った任務のためドイツの港を巡航し、その後食糧管理スタッフおよび艦艇支援のためバルト海に向かった。
パーカーは1919年7月20日にニューヨークへ向けて出航、到着後は大西洋艦隊第1駆逐戦隊に配属された。1919年から1921年半ばまでバージニア州ノーフォーク沖で活動し、1922年6月6日にロードアイランド州ニューポートで退役した。
パーカーは1935年3月8日に除籍され、ロンドン海軍軍縮条約の下4月23日にスクラップとして売却された。